# Kreis Bad Doberan
Koordinaten: 54° 4′ N, 11° 48′ O

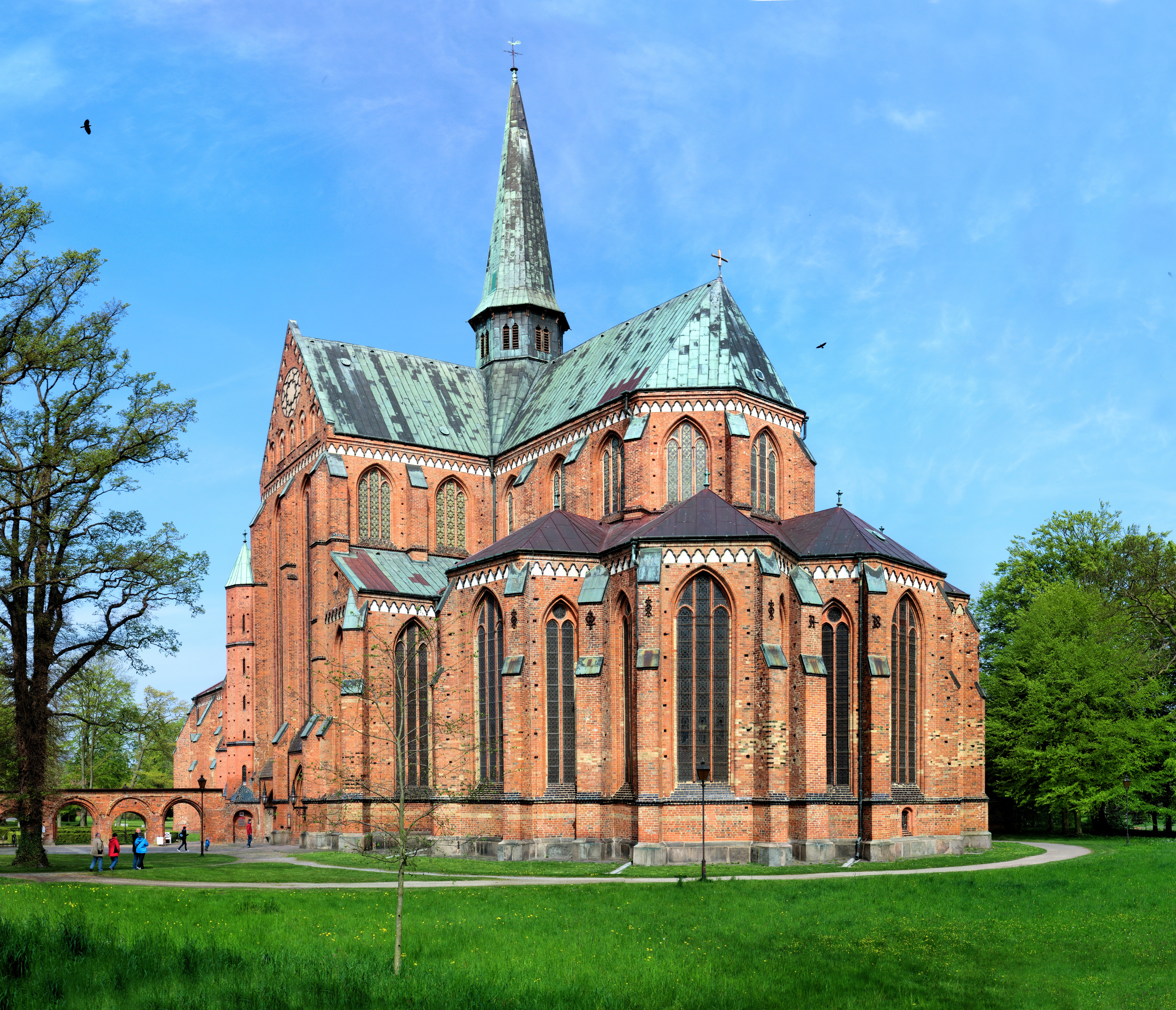
Das Münster in Bad Doberan

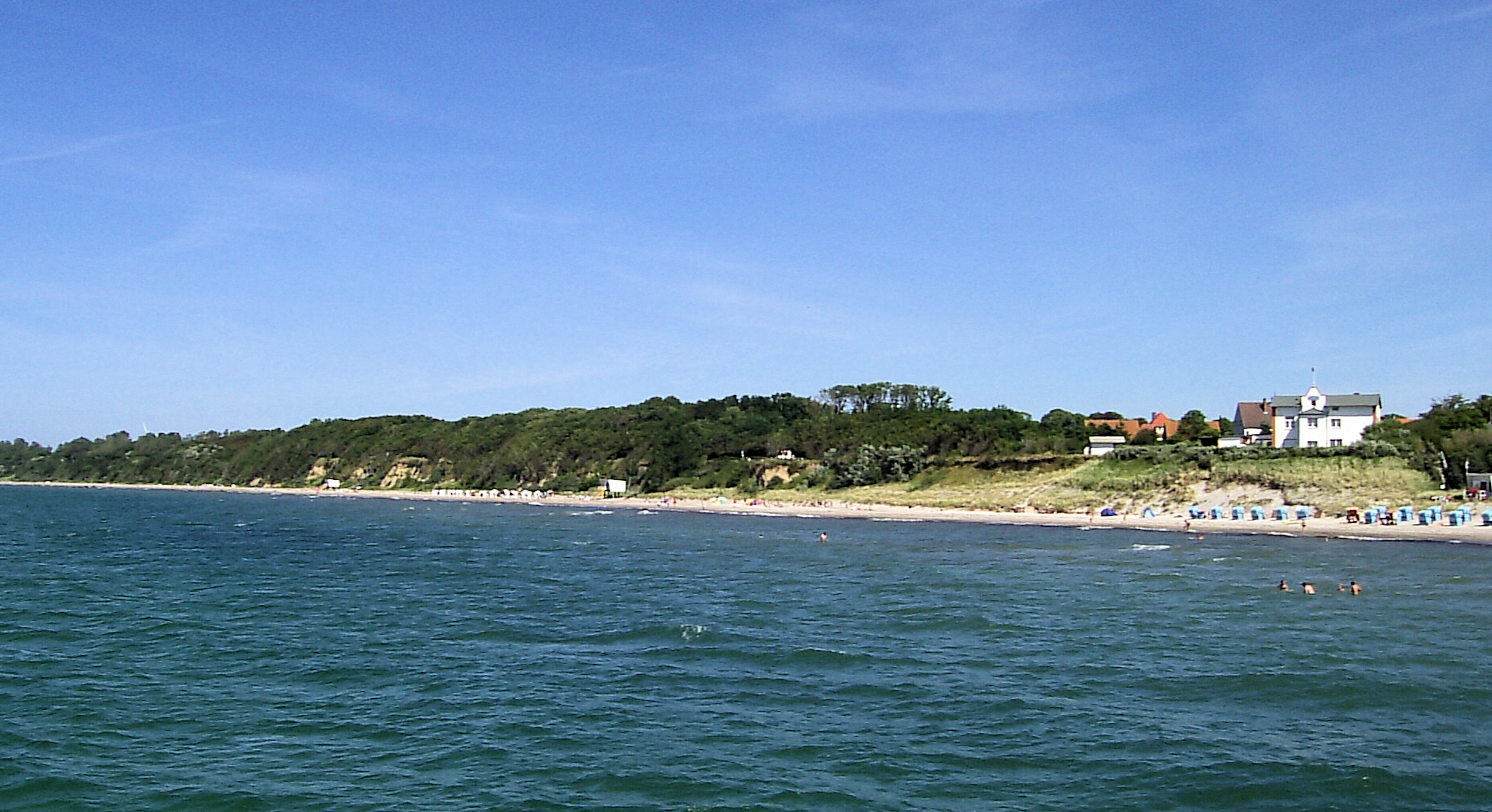
Reriker Strand

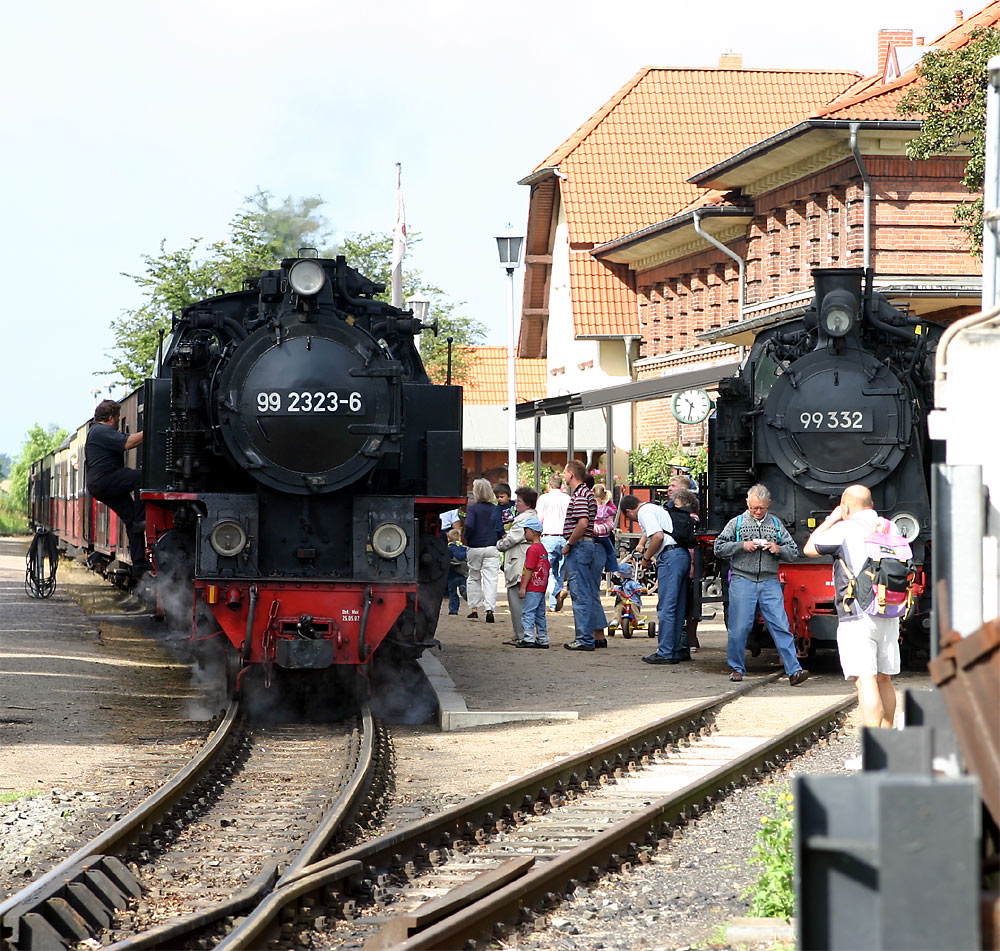
Der Molli in Kühlungsborn

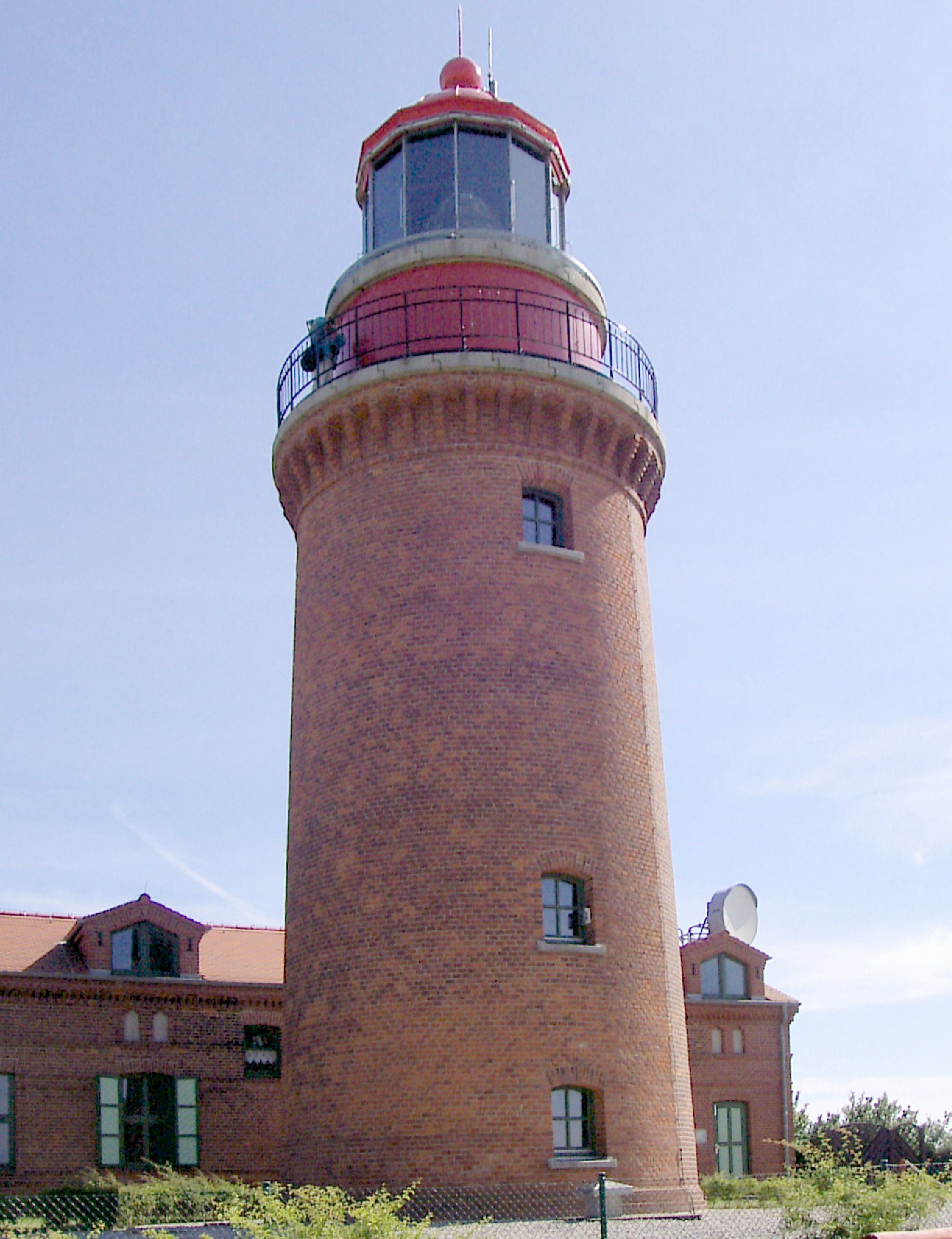
Bastorfer Leuchtturm

Der Kreis Bad Doberan war ein Kreis im Bezirk Rostock in der DDR. Ab dem 17. Mai 1990 bestand er als Landkreis Bad Doberan fort. Sein Gebiet gehört heute zum Landkreis Rostock in Mecklenburg-Vorpommern. Der Sitz der Kreisverwaltung befand sich in Bad Doberan.

## Geografie

### Lage
Der Küstenabschnitt des Kreises Bad Doberan zieht sich von der militärisch genutzten Halbinsel Wustrow mit dem dahinter liegenden Salzhaff über die Bukspitze und die teils flache, teils steile Ausgleichsküste und den „Heiligen Damm“, dessen Geröllwall das Naturschutzgebiet Conventer See abschließt bis wenige Kilometer vor die Warnowmündung. Der waldbedeckte Endmoränenzug der Kühlung hebt sich  markant vom Umland ab, erreicht maximal 129,7 m ü. NN im Diedrichshagener Berg und erstreckt sich über 20 km Länge im Norden des Kreisgebietes. Der Süden des Kreises wird geprägt durch eine kuppige Grundmoränenlandschaft (bis 110 m ü. NN), die zahlreiche kleine Seen und Tümpel einschließt.

### Größe und Einwohnerzahl
Die Fläche des Kreises betrug 550 km². Das waren 7,8 % der Fläche des Bezirks Rostock.
Die Einwohnerzahl betrug im Jahr 1985 etwa 49.700. Das waren 5,5 % der Einwohner des Bezirks. Die Bevölkerungsdichte belief sich auf 90 Einwohner je km².

### Nachbarkreise
Der Küstenkreis Bad Doberan grenzte im Südwesten an den Kreis Wismar-Land, im Südosten an den Kreis Bützow und im Osten an den Kreis Rostock-Land sowie (auf wenigen hundert Metern) an den Stadtkreis Rostock.

## Geschichte
Der mecklenburgische Kreis wurde aus Teilen der ehemaligen Landkreise Wismar und Rostock im Zuge der Verwaltungsreform am 25. Juli 1952 neu gebildet und gehörte dem Bezirk Rostock an. Der Kreis kam am 3. Oktober 1990 in das neu gegründete Bundesland Mecklenburg-Vorpommern innerhalb des Beitrittsgebietes zur Bundesrepublik Deutschland. Durch die Kreisgebietsreform 2011 wurde er mit dem Landkreis Güstrow zum Landkreis Rostock zusammengefasst.

## Wirtschaft und Infrastruktur
Der Kreis Bad Doberan war geprägt durch die Landwirtschaft und den Tourismus. In Kröpelin war eine Milchviehanlage mit über 2000 Kühen, in Neubukow ein eine Million Tiere umfassender Legehennenbetrieb in Form eines KIM und in Bad Doberan eine große Schweinemastanlage (6000 Tiere). Der Fremdenverkehr spielte in den Ostseebädern Kühlungsborn, Rerik, Heiligendamm (dem ältesten deutschen Seebad) und Nienhagen die Hauptrolle.
Die Hauptverkehrsachsen im Kreis waren die Fernverkehrsstraße 105 (Wismar–Rostock) und die parallel verlaufende Bahnlinie. Sehr beliebt war und ist die Bäderbahn Molli, eine 900-mm-Schmalspurbahn, die von Bad Doberan nach Kühlungsborn führt.

## Städte und Gemeinden
Der Landkreis Bad Doberan hatte am 3. Oktober 1990 36 Gemeinden, darunter fünf Städte:
| AGS      | Gemeinde                       | Einwohner  | Einwohner  | Fläche (km²) |
| AGS      | Gemeinde                       | 03.10.1990 | 31.12.1990 | 31.12.1990   |
| -------- | ------------------------------ | ---------- | ---------- | ------------ |
| 13013010 | Admannshagen-Bargeshagen       | 783        | 780        | 15,67        |
| 13013020 | Alt Bukow                      | 621        | 619        | 15,13        |
| 13013030 | Altenhagen                     | 300        | 296        | 11,21        |
| 13013040 | Bad Doberan, Stadt             | 12 162     | 12 119     | 32,68        |
| 13013050 | Bartenshagen-Parkentin         | 831        | 833        | 15,19        |
| 13013060 | Bastorf                        | 1 040      | 1 025      | 24,40        |
| 13013070 | Biendorf                       | 764        | 757        | 21,09        |
| 13013080 | Bölkow                         | 1 124      | 1 117      | 27,12        |
| 13013310 | Börgerende-Rethwisch           | 858        | 868        | 15,01        |
| 13013110 | Hanstorf                       | 653        | 652        | 18,87        |
| 13013120 | Heiligenhagen                  | 391        | 391        | 7,40         |
| 13013130 | Hohenfelde                     | 455        | 447        | 9,42         |
| 13013140 | Jennewitz                      | 492        | 495        | 19,70        |
| 13013150 | Jörnstorf                      | 241        | 242        | 8,96         |
| 13013160 | Kamin                          | 294        | 293        | 11,68        |
| 13013170 | Karin                          | 292        | 301        | 14,76        |
| 13013180 | Kirch Mulsow                   | 358        | 364        | 14,50        |
| 13013190 | Krempin                        | 191        | 190        | 6,02         |
| 13013200 | Kröpelin, Stadt                | 4 441      | 4 431      | 26,84        |
| 13013210 | Kühlungsborn, Ostseebad, Stadt | 7 871      | 7 864      | 15,95        |
| 13013220 | Neubukow, Stadt                | 5 050      | 5 018      | 24,91        |
| 13013230 | Nienhagen, Ostseebad           | 673        | 677        | 5,90         |
| 13013240 | Pepelow                        | 235        | 231        | 6,75         |
| 13013250 | Radegast                       | 523        | 517        | 19,94        |
| 13013260 | Rakow                          | 287        | 281        | 8,70         |
| 13013270 | Ravensberg                     | 357        | 355        | 5,36         |
| 13013280 | Reddelich                      | 509        | 522        | 9,13         |
| 13013290 | Reinshagen                     | 296        | 295        | 11,04        |
| 13013300 | Rerik, Ostseebad, Stadt        | 2 052      | 2 042      | 23,08        |
| 13013320 | Retschow                       | 589        | 585        | 18,88        |
| 13013330 | Roggow (Rerik)                 | 255        | 259        | 10,33        |
| 13013340 | Satow                          | 2 052      | 2 060      | 35,07        |
| 13013350 | Schmadebeck                    | 266        | 261        | 9,50         |
| 13013360 | Steffenshagen                  | 355        | 345        | 9,32         |
| 13013370 | Westenbrügge                   | 278        | 279        | 10,82        |
| 13013380 | Wittenbeck                     | 405        | 398        | 9,94         |
|          |                                | 48 344     | 48 209     | 550,27       |

Ehemalige Gemeinden
- Admannshagen, am 1. Juli 1962 zu Admannshagen-Bargeshagen
- Alt Karin, am 1. Januar 1957 zu Karin
- Bargeshagen, am 1. Juli 1962 zu Admannshagen-Bargeshagen
- Bartenshagen, am 25. November 1960 zu Bartenshagen-Parkentin
- Börgerende, am 20. Juni 1957 zu Börgerende-Rethwisch
- Büttelkow, am 8. September 1966 zu Biendorf
- Garvensdorf, am 21. März 1973 zu Kirch Mulsow
- Gerdshagen, am 21. März 1973 zu Satow
- Gersdorf, am 8. September 1966 zu Biendorf
- Glashagen, am 25. November 1960 zu Retschow
- Gorow, am 1. Januar 1967 zu Hanstorf
- Groß Bölkow, am 1. Januar 1957 zu Bölkow
- Groß Nienhagen, am 1. Januar 1957 zu Gerdshagen
- Hastorf, am 1. Januar 1957 zu Hanstorf
- Hohen Luckow, am 1. Januar 1957 zu Bölkow
- Lüningshagen, am 1. Januar 1957 Satow
- Matersen, am 1. Januar 1957 zu Bölkow
- Neu Karin, am 1. Januar 1957 zu Karin
- Parkentin, am 25. November 1960 zu Bartenshagen-Parkentin
- Rethwisch, am 20. Juni 1957 zu Börgerende-Rethwisch
- Rosenhagen, am 1. Januar 1957 zu Gerdshagen
- Sandhagen, am 8. September 1966 zu Biendorf
- Stülow, am 1. Januar 1957 zu Bad Doberan
- Teschow, am 1. Januar 1962 zu Alt Bukow
- Vorder Bollhagen, am 1. Januar 1956 zu Bad Doberan
- Wendelstorf, am 25. November 1960 zu Bastorf
- Zweedorf, am 1. Januar 1969 zu Bastorf

## Kfz-Kennzeichen
Den Kraftfahrzeugen (mit Ausnahme der Motorräder) und Anhängern wurden von etwa 1974 bis Ende 1990 dreibuchstabige Unterscheidungszeichen, die mit dem Buchstabenpaar AA begannen, zugewiesen. Die letzte für Motorräder genutzte Kennzeichenserie war AX 00-01 bis AX 50-00.
Anfang 1991 erhielt der Landkreis das Unterscheidungszeichen DBR.